# ولینگبی

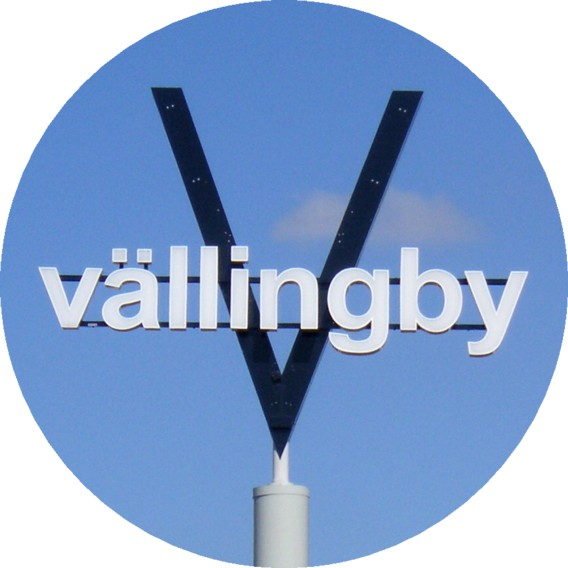
The prospective suburban V symbol.

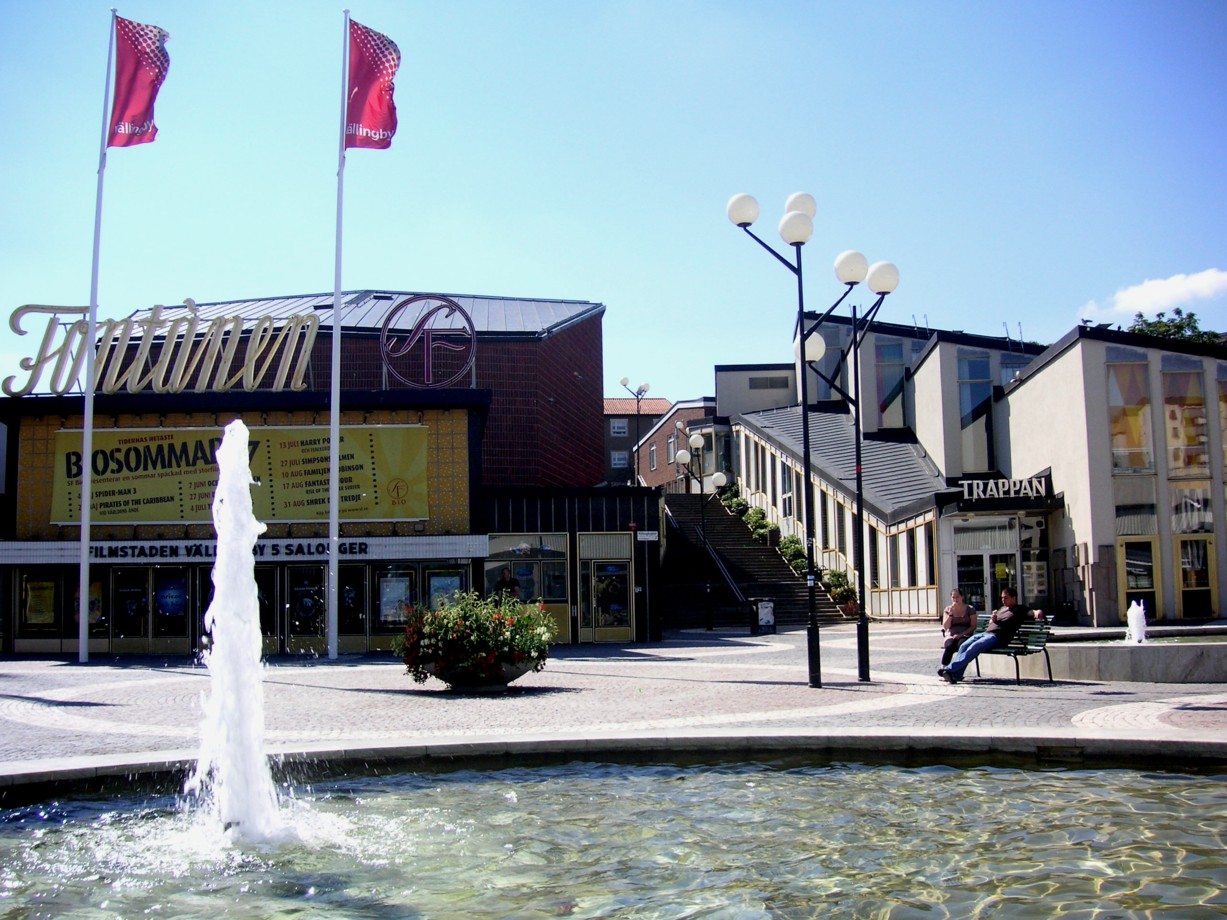
The Fontänen cinema.

ولّینگبی (به سوئدی: Vällingby) منطقه ای حومه ای در قسمت غربی شهر استکهلم در کشور سوئد است. این منطقه طی چند سال از منطقه ای روستایی به منطقه مدرن شهری با ۷۵۰۰۰ نفر جمعیت تبدیل شد و در سال ۱۹۵۴ طی مراسمی افتتاح گردید.